# Ich tu dir weh
Ich tu dir weh – utwór zespołu Rammstein, wydany 29 stycznia 2010 jako drugi singiel promujący album Liebe ist für alle da.
Ilustrujący utwór teledysk w reżyserii Jonasa Åkerlunda miał premierę już w 2009.
23 listopada 2009 na koncercie w Monachium zespół zagrał piosenkę o alternatywnym tytule i tekście ("Ich tu mir weh").

## Lista utworów

### Podstawowa
1. "Ich Tu Dir Weh" (Radio Version)
2. "Pussy" (Lick It Remix by Scooter)
3. "Rammlied" (Rammin The Steins Remix by Devin Townsend)
4. "Ich Tu Dir Weh" (Smallboy Remix by Jochen Schmalbach)
5. "Ich Tu Dir Weh" (Fukkk Offf Remix by Bastian Heerhorst) – dodatkowy utwór w wersji do pobrania iTunes

### Red/Orange Vinyl 7"
1. Ich Tu Dir Weh

### Vinyl 12"
1. "Ich Tu Dir Weh" (Album Version)
2. "Pussy" (Lick It Remix by Scooter)
3. "Rammlied" (Rammin the Steins Remix by Devin Townsend)
4. "Ich Tu Dir Weh" (Smallboy Remix by Jochen Schmalbach)

### White Vinyl 12"
1. "Ich Tu Dir Weh" (Album Version)
2. "Ich Tu Dir Weh" (Fukkk Offf Remix by Bastian Heerhorst)